# Энрико Пескаторе
Энрико Пескаторе (итал. Enrico Pescatore от pescatore — «рыбак») — генуэзский авантюрист, капер и пират, активный в восточной части Средиземного моря в начале XIII века. Мальтийский граф.
Член генуэзской семьи де Кастро, к которой принадлежал живший позднее дож Лука де Кастро Гримальди.

## Биография
В 1192 году пират Маргарит из Бриндизи стал первым мальтийским графом. Титул создал король Сицилии Танкред, затем он перешёл к императору Священной Римской империи Генриху VI, противостоявшему Танкреду в Южной Италии и Сицилии. Графом Мальтийским стал пират Гульельмо Грассо, адмирал Генриха VI, а затем императора Фридриха II. Его зятем был Энрико Пескаторе. Около 1204 года Энрико Пескаторе удостоился титула графа Мальтийского.
Согласно «Генуэзским Анналам» хрониста Ожерио Пане (Ogerio Pane, ум. ок. 1230), около 1205 года Энрико Пескаторе возглавлял отряд из большого корабля и двух галер, который отправился под Сиракузы, завоёванные годом ранее генуэзцами, для борьбы с Пизанской республикой на стороне генуэзцев. Затем отправился как капер в поход в восточную часть Средиземного моря. У берегов Греции Энрико Пескаторе встретил два венецианских торговых корабля, один он захватил, второй торговцы сами потопили. Далее капер направился к Сирии. Энрико Пескаторе оказывал услуги графу Триполи в борьбе с турками. За это граф Триполи подтвердил различные права и привилегии генуэзцев в своём графстве. В Генуе по этому случаю «все были преисполнены великой радостью и весельем». Далее Энрико Пескаторе занимался пиратством, а затем во главе флота отправился к Криту.
После Четвёртого крестового похода Крит достался лидеру похода Бонифацию I Монферратскому, который вскоре принял предложение дожа Энрико Дандоло и продал Крит Венецианской республике. Согласно «Генуэзским Анналам» Ожерио Пане, в 1206 году «достойный уважения и победоносный граф Мальты с кораблями, галерами… и другими вооружёнными и быстроходными судами появился на Крите и с бою овладел им, отняв у венецианцев; он сделался властителем острова, держал его в своих руках и получил с его жителей дань…». Летом 1207 года Крит атаковал венецианский флот под командованием Руджерио Премарино (Ruggiero Premarino) и Райнерио Дандоло (Ranieri Dandolo), сына тогда уже умершего дожа Энрико Дандоло. В 1208 году Энрико Пескаторе отправил послов в Геную с мольбой о «совете и помощи» и получил корабли, людей и лошадей. Энрико Пескаторе нанёс венецианцам большой урон. В боях погиб Райнерио Дандоло. Генуэзцы предложили венецианцам совместное владение Критом, но получили отказ. В 1210 году Энрико Пескаторе прибыл в Геную и получил два корабля, восемь галер, 100 лошадей и большое количество продовольствия и снаряжения. Для покрытия стоимости помощи был введён специальный налог. В 1211 году началась война с Марселем и генуэзцы заключили с венецианцами перемирие на три года, Энрико Пескаторе пришлось отказаться от Крита. В том же году венецианцы послали на Крит первых военных колонистов.
В 1225 году Энрико Пескаторе отвёз Иоланту Иерусалимскую в Италию, где она вышла замуж за императора Фридриха II.